# Lilla huset på prärien
Lilla huset på prärien är en serie amerikanska barnböcker publicerade mellan 1932 och 1943, skrivna av den amerikanska författaren Laura Ingalls Wilder. Serien är delvis självbiografisk och beskriver Laura Ingalls uppväxt, i norra Mellanvästern under 1870- och 1880-talen, dock med modifikationer för handlingens skull. En av böckerna, Farmarpojken, handlar om Laura Ingalls blivande man Almanzo Wilder. Resten handlar om henne själv och hennes familj. 1971 gavs ytterligare en bok, De första fyra åren, ut i USA. Den baseras på ett manuskript hon skrev om sin första tid som gift. Den sista boken, På väg hem baseras på dagboksanteckningar och kommentarer av hennes dotter Rose som var sju år när familjen Wilder reste med häst och vagn till den plats där de sedan slog sig ner för gott.

## Några personer i Lilla huset-serien
- Laura - huvudpersonen ur vars synvinkel historien berättas, dock ej som "berättarjag"
- Mamma Caroline
- Pappa Charles
- Storasyster Mary, som senare blir blind
- Lillasyster Carrie
- Lillasyster Grace
- Hunden Jack
- Almanzo Wilder, som Laura gifter sig med
- Nellie Oleson, en flicka i Lauras skola som är elak mot Laura
- Lauras vänner Mary Power, Minnie Johnsson

Alla personer har funnits i verkligheten utom Nellie Oleson som är en blandning av olika personer författaren stötte på i barndomen.
I böckerna får man veta hur amerikanska nybyggare levde under slutet av 1800-talet.

## Ingalls WildersLilla huset-böcker
- Lilla huset i stora skogen (Little House in the Big Woods) (1932)
- Farmarpojken (Farmer Boy) (1933) — om hennes makes barndom i delstaten New York
- Lilla huset på prärien (Little House on the Prairie) (1935)
- Huset vid Plommonån (On the Banks of Plum Creek) (1937)
- Vid Silversjöns strand (By the Shores of Silver Lake) (1939)
- Den långa vintern (The Long Winter) (1940)
- Den lilla staden på prärien (Little Town on the Prairie) (1941)
- Gyllene år (These Happy Golden Years) (1943)
- De första fyra åren (The First Four Years) (1971)

### Fotnoter
1. ↑  Elisabet Andersson (22 januari 2015). ”Sanningen bakom "Lilla huset på prärien"” (på svenska). Svenska dagbladet. https://www.svd.se/sanningen-bakom-lilla-huset-pa-prarien. Läst 22 oktober 2017.